# Curtara triplehorni
Curtara triplehorni är en insektsart som beskrevs av Delong 1980. Curtara triplehorni ingår i släktet Curtara och familjen dvärgstritar. Inga underarter finns listade i Catalogue of Life.